# The Love I Saw in You Was Just a Mirage
"The Love I Saw in You Was Just a Mirage" is een single van de Amerikaanse soulgroep Smokey Robinson & The Miracles. Het nummer was de eerste single afkomstig van het album "Make It Happen". Naast de single in kwestie werden van dit album ook nog de nummers "More Love" en drie jaar later "The Tears Of A Clown" uitgebracht. "The Love I Saw in You Was Just a Mirage" was een redelijk grote hits voor Smokey Robinson & The Miracles. Het nummer bereikte namelijk op de poplijst van de Verenigde Staten de top 20. Op de R&B-lijst van datzelfde land werd zelfs de top tien bereikt.
"The Love I Saw in You Was Just a Mirage" was de eerste single van de groep die onder de naam Smokey Robinson & The Miracles werd uitgebracht. Daarvoor werden alle singles onder de naam The Miracles uitgebracht. Opvallend hieraan is dat de groep de naam Smokey Robinson & The Miracles al sinds 1965, met de uitgave van het album "Going To A Go-Go", op hun albums liet noteren, maar dat het dus tot 1967 duurde voordat deze naam ook op de singles van de groep verscheen. Er werd gekozen voor de naamsuitbreiding om leadzanger en meestal de schrijver van de groep, Smokey Robinson meer uit te lichten, zoals ook gebeurde bij groepen als Martha Reeves & The Vandellas en Gladys Knight & the Pips.
Zoals op zoveel singles werd de instrumentatie ook op "The Love I Saw in You Was Just a Mirage" verzorgd door de vaste studioband van Motown, de platenmaatschappij waaraan The Miracles verbonden waren, The Funk Brothers. Een van de gitaristen in het nummer is de vaste gitarist van The Miracles, Marv Tarplin. Hij was ook degene die een groot deel van de muziek voor het nummer schreef. Een opvallend kenmerk aan die muziek is dat het, vooral in het intro, nogal Chinees klinkt. De tekst die over de muziek heen gezongen wordt, is geschreven door Smokey Robinson. Het onderwerp van de tekst van "The Love I Saw In You Was Just A Mirage" is dat de verteller verliefd was op iemand en dacht dat de liefde wederzijds. Gedurende het liedje komt hij er echter achter dat het allemaal een fata morgana was en dat er niets van die, in zijn ogen echte, liefde overblijft.
De B-kant van "The Love I Saw in You Was Just a Mirage" is het nummer "Come Spy with Me". In tegenstelling tot de A-kant is dit nummer niet van het album "Make It Happen". Het verscheen zelfs op geen enkel album van de groep. Daarentegen was "Come Spy with Me" wel de titelsong van de gelijknamige film uit 1967. "The Love I Saw In You Was Just A Mirage" was met een alternatieve versie ook zelf de B-kant van een nummer. Dit was in 1970 het geval toen het als B-kant diende voor de #1 hit "The Tears Of A Clown". Naast deze alternatieve versie zijn er ook covers van "The Love I Saw in You Was Just a Mirage". Één daarvan werd opgenomen door The Jackson 5, collega's van Smokey Robinson & The Miracles bij Motown, voor hun album "Third Album", waar onder andere ook de hits "Mama's Pearl" en "I'll Be There" opstaan.

## Bezetting
- Lead: Smokey Robinson
- Achtergrond: Claudette Robinson, Bobby Rogers, Warren "Pete" Moore en Ronnie White
- Instrumentatie: The Funk Brothers
- Gitarist: Marv Tarplin
- Schrijvers: Smokey Robinson en Marv Tarplin
- Producer: Smokey Robinson